# ماركيز فيلا فيسوزا

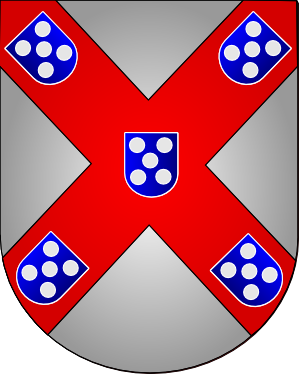
شعار أسرة براغانزا، ماركيزات فيلا فيسوزا

ماركيز فيلا فيسوزا (البرتغالية:Marquês de Vila Viçosa)؛ هو لقب نبيل تم إنشاؤه بموجب مرسوم ملكي من قبل الملك أفونسو الخامس من الرتغال في 25 أكتوبر 1455 إلى فرناندو من براغانزا الأبن الثاني لـ أفونسو الأول دوق براغانزا.

الدوم فرناندو كان كونت أرايولوس الثالث عندما حصل على لقب الجديد، وفي وقت لاحق في 1460 مع وفاة شقيقه الأكبر أفونسو، أصبح هو وريث أسرة براغانزا، وبعد عام توفي والده في 1461؛ وبذلك أصبح دوق براغانزا الثاني، لهذا السبب أصبح اللقب مرتبط مع دوق براغانزا.
الملكة القرينة أميلي من أورليان عندما كانت في المنفى استخدمت لقب ماركيزة فيلا فيسوزا.

## قائمة ماركيزات
1. فرناندو الأول من براغانزا (1403-1478)؛ أيضا دوق براغانزا.
2. فرناندو الثاني من براغانزا (1430-1483)؛ أيضا دوق براغانزا.
3. خايمي من براغانزا (1479-1532)؛ أيضا دوق براغانزا.
4. تيودوسيو الأول من براغانزا (1520-1563)؛ أيضا دوق براغانزا.
5. جواو الأول من براغانزا (1543-1583)؛ أيضا دوق براغانزا.
6. تيودوسيو الثاني من براغانزا (1568-1630)؛ أيضا دوق براغانزا.
7. جواو الثاني من براغانزا (1604-1640)؛ أيضا دوق براغانزا، وأصبح لاحقاً ملك البرتغال.

ولاستمرار القائمة أنظر دوقات براغانزا بعد هذا التاريخ.